# Mischungskryostat
Mischungskryostaten, auch als Entmischungskryostaten oder Verdünnungskryostaten bezeichnet, sind Kühlgeräte (Kryostaten), die besonders tiefe Temperaturen erreichen. Die zugrunde liegende  3He-4He-Mischungskühlung, auch Verdünnungskühlung (engl. dilution refrigeration) genannt, ist die gebräuchlichste nichtmagnetische Technik, um kontinuierliche Temperaturbereiche von wenigen Millikelvin zu erreichen. Das Verfahren beruht darauf, dass bei Mischung der Isotope 3He und 4He des Elements Helium Energie aufgenommen und dem System in Form von Wärme entzogen wird. Es wurde Anfang der 1950er Jahre von Heinz London et al. vorgeschlagen und etwa zehn Jahre später erstmals technisch umgesetzt.

## Funktionsprinzip

Phasendiagramm eines ^{3}He/^{4}He-Gemischs

Eine Mischung der beiden Helium-Isotope 3He und 4He bildet unterhalb einer kritischen Temperatur von 0,86 K zwei flüssige Phasen aus:
- eine konzentrierte Phase, die im Millikelvin-Bereich fast ausschließlich aus 3He besteht, und
- eine verdünnte Phase, die im Millikelvin-Bereich zu etwa 6,5 % aus 3He und zu 93,5 % aus 4He besteht.

Die 3He-reiche konzentrierte Phase schwimmt wegen ihrer geringeren Dichte auf der verdünnten Phase.
Das 4He der verdünnten Phase bildet eine Quantenflüssigkeit mit suprafluiden Eigenschaften, d. h. die Flüssigkeit bietet keinerlei Reibungswiderstand mehr. In dieser idealen Flüssigkeit bewegen sich die 3He-Atome also vollkommen reibungsfrei – wie ein dünnes 3He-Gas in ansonsten leerem Raum.
Zwischen beiden Phasen herrscht ein thermodynamisches Gleichgewicht. Wird nun aus der verdünnten Phase 3He entfernt, so wird das Gleichgewicht gestört, und 3He-Atome aus der konzentrierten Phase treten über die Phasengrenzfläche in die verdünnte Phase über. Dieser Mischungsprozess entspricht dem Übergang zwischen flüssiger und gasförmiger Phase analog zur Verdunstung. Wie bei der Verdampfungskühlung muss auch bei diesem Übertritt über eine Phasengrenzfläche Energie aufgewendet werden. Diese Energie wird Mischungsenthalpie genannt und der Umgebung als Wärme entzogen; dies ist gleichbedeutend mit einer Abkühlung.
Physikalische Gründe für die Mischungsenthalpie sind:
- Das 3He-Atom ist aufgrund der stärkeren Nullpunktschwingung größer als das 4He-Atom, sodass ein 3He-Atom mehr Van-der-Waals-Bindungen mit den kleinen 4He-Atomen als mit größeren 3He-Atomen eingehen kann.
- Zudem müssen die Energiezustände der fermionischen 3He-Atome sukzessive besetzt werden. In einem Gemisch sind pro Volumen stets weniger 3He zu finden als in einer reinen 3He-Flüssigkeit. Dadurch wird die Fermi-Energie in einem Gemisch auch immer niedriger sein als in einer konzentrierten Phase. Außerdem werden die Wellenfunktionen der 3He-Atome von den 4He-Atomen abgeschirmt, sodass teilweise mehrere 3He-Atome trotz Pauli-Prinzips gleiche (niedrige) Energiezustände besetzen können.

Prinzipiell erlaubt dieser Kühlmechanismus die Erzeugung beliebig niedriger Temperaturen, da selbst für
T → 0 K ein 3He-Anteil von 6,5 % niemals unterschritten wird. Praktisch begrenzt jedoch der nicht vollständig unterdrückbare Wärmeeintrag von der Umgebung in den Kryostaten die minimal erreichbare Temperatur auf typischerweise wenige Millikelvin.

## Aufbau

Schematischer Aufbau eines Verdünnungskryostaten

Skizze eines ^{3}He/^{4}He Mischungskryostaten (Vektorgrafik)

Verdünnungskryostat

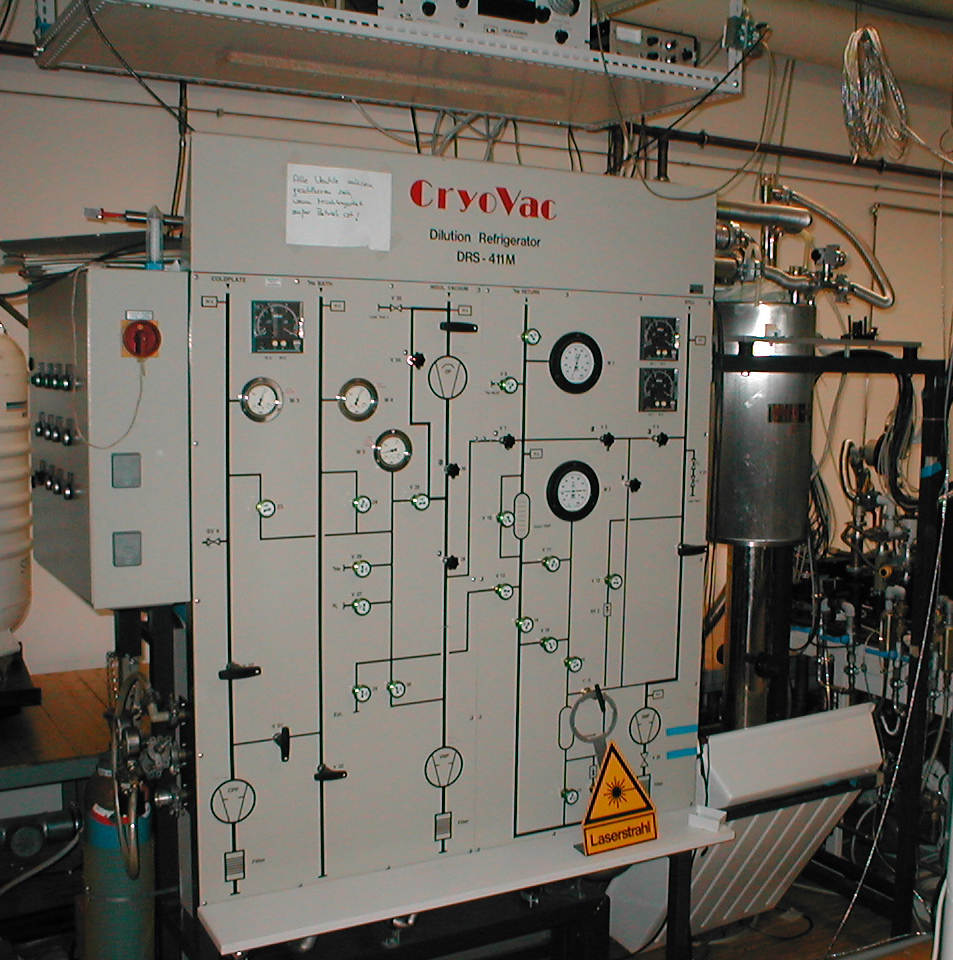
Kontrolltafel eines ^{3}He-^{4}He-Mischungskühlers

Im Verdünnungskryostaten liegt die Grenze zwischen beiden Phasen in der Mischkammer. Um das kühlende dynamische Gleichgewicht aufrechtzuerhalten, muss der unteren Phase kontinuierlich 3He entzogen werden. Dazu wird die verdünnte Lösung in eine Verdampfungskammer (engl. Still) gepumpt und dort auf etwa 600 mK erwärmt. Wegen des unterschiedlichen Dampfdrucks beider Isotope verdunstet dabei hauptsächlich 3He. Über Wärmeübertrager wird dieses 3He-Gas bis auf Raumtemperatur erwärmt, durchläuft die Pumpe und wird in Kühlfallen gereinigt. Anschließend wird es durch konventionelle Techniken (Verdampfungskühlung im sog. 1K-Topf) und oben erwähnte Wärmeübertrager wieder abgekühlt, bis es im Kondensor bei etwa 1 Kelvin wieder verflüssigt. Der Kondensor dient zugleich zur Vorkühlung des Kryostaten. Von hier aus wird das 3He der konzentrierten Phase in der Mischkammer, in der die Phasengrenze zwischen konzentrierter und verdünnter Phase liegt, im Gegenstromprinzip über Wärmeübertrager wieder zugeführt. Dieser Kreislauf bewirkt eine kontinuierliche Kühlung.
Die Kühlleistung wird durch den Fluss des 3He bestimmt und beträgt üblicherweise einige hundert Mikrowatt.
Um mit dieser begrenzten Leistung möglichst tiefe Temperaturen zu erzielen, muss die von außen zufließende Wärmeenergie minimiert werden. Deshalb befindet sich der Kryostat in einem Dewargefäß, der ihn thermisch von der Laborumgebung entkoppelt. In seinem geschichteten Aufbau gleicht der Dewar einer handelsüblichen Thermoskanne. Typischerweise kommen von außen nach innen eine äußere Vakuumkammer, ein Bad mit flüssigem Stickstoff (77 K), ein Bad mit flüssigem Helium (4,2 K) und eine innere Vakuumkammer. In der inneren Vakuumkammer liegt die Mischkammer. Dort herrscht die tiefste Temperatur. Die zu untersuchende Probe befindet sich entweder im inneren Vakuum mit gutem thermischen Kontakt zur Mischkammer, oder direkt im Heliumgemisch innerhalb der Mischkammer.
Eine weitere Wärmequelle ist die von außen nach innen führende elektrische Verkabelung. Wärme fließt von der auf Labortemperatur befindlichen Seite der Kabel in den Kryostaten hinein. Um diese Wärme effizient abzuführen, ohne die Probe zu heizen, werden von außen kommende Leitungen an jeder Stufe des Kryostaten um metallische Kaltfinger gewickelt und dadurch thermisch möglichst gut angekoppelt: im Heliumbad bei 4,2 K, am 1K-Topf bei etwa 1,2 K, an der Verdampfungskammer bei etwa 700 mK und schließlich an der Mischkammer bei wenigen Millikelvin. Dabei muss gewährleistet sein, dass die Kühlstufen weiterhin thermisch voneinander isoliert sind. Abhängig von den experimentellen Anforderungen kann dies entweder durch hochohmige Verkabelung (Wiedemann-Franzsches Gesetz) oder supraleitende Materialien erreicht werden.
Im abgebildeten Verdünnungskryostat wurden 24 Leitungen aus Konstantan und 24 Leitungen aus NbTi verlegt, die jeweils an einen Probenhalter angeschlossen sind. Bei NbTi handelt es sich um einen Typ-2-Supraleiter (Tc = 9,8 K), weshalb die supraleitenden Eigenschaften auch bei hohen Magnetfeldern erhalten bleiben. Die Verdoppelung der Anzahl der Messleitungen von 24 auf 48 führte bei diesem Kryostaten zu einer Erhöhung der niedrigsten erreichbaren Mischkammertemperatur Tmc von 13 mK auf 18 mK.